# لطيفة حمو
لالة لطيفة حمو (1946 - 29 يونيو 2024)، زوجة ملك المغرب الأسبق الحسن الثاني ووالدة الملك محمد السادس ملك المغرب.
ولدت باسم فاطمة حمو، لكنها دعيت لطيفة تجنبا للخلط مع الزوجة الأولى للملك الحسن لالة فاطمة بنت القائد أمهروق، وهي ابنة محمد بن حمو الزياني أحد كبار رجال المقاومة في قبيلة زيان الأمازيغية. تزوجت من الحسن الثاني في عام 1961م.
وعلى الرغم من إنها زوجة الملك ووالدة وريث العرش إلا إنها لم تحظ باللقب الملكي مقارنة بمثيلتها في القانون كالأميرة لمياء الصلح زوجة شقيق الملك الحسن الثاني الأمير عبد الله بن محمد الخامس التي توجت باللقب الملكي، لكنها عرفت بلقب أم الأمراء.

## حياتها
وُلدت باسم فاطمة أمحزون عام 1943 أو 1944. تنتمي إلى قبيلة زيان وتنحدر من عائلة  عربيه عدنانيه من قبيلة العدوان، وكانت ابنة والي ولاية، والدها هو حسن ولد موحا أو حمو الزياني، المعروف بالباشا حسن أمحزون، حاكم منطقة خنيفرة وزعيم قبائل زيان في جبال الأطلس المتوسط، أما جدها موحا أو حمو الزياني (1863-1921) فكان شخصية بارزة في المقاومة المغربية ضد الفرنسيين، حيث قاد حرب العصابات لتحرير خنيفرة. تزوجت لطيفة حمو من الحسن الثاني في 9 نوفمبر 1961، في حفل زفاف تزوج فيه أيضا الأمير عبد الله بن محمد الخامس من لالة لمياء الصلح ابنة رئيس الوزراء اللبناني رياض الصلح.

## حياتها الخاصة
تزوجت من الحسن الثاني في 9 نوفمبر 1961، وأصبحت منذ ذلك الحين تلقب بصاحبة السمو الأميرة لالة لطيفة. أنجبت لالة لطيفة حمو خمسة أبناء:
- الأميرة لالة مريم (26 أغسطس 1962)؛
- الملك محمد السادس (21 أغسطس 1963)، كان يعرف بسيدي محمد عندما كان وليا للعهد؛
- الأميرة لالة أسماء (29 سبتمبر 1965)؛
- الأميرة لالة حسناء (19 نوفمبر 1967)؛
- الأمير مولاي رشيد (20 يونيو 1970).

بعد وفاة الحسن الثاني، تزوجت مرة أخرى من محمد المديوري في مايو 2000، (وهو الحارس الشخصي للملك الراحل ورئيس الأمن السابق للقصر الملكي). عاشت لاحقًا في إحدى ضواحي باريس، قبل أن تعود إلى المغرب وتستقر في مراكش في عام 2019، حيث شيدت عددًا من المساجد في المدينة المذكورة.

## وفاتها
توفيت يوم السبت 22 ذي الحجة 1445هـ الموافق 29 يونيو 2024م. ودُفنت بضريح مولاي الحسن بالقصر الملكي بالرباط.